# Кушнир, Вера Сергеевна
Ве́ра Серге́евна Кушни́р (24 сентября 1926, Сталин (ныне Донецк) — 14 января 2011, Санта-Барбара, Калифорния) — деятель церкви евангельских христиан-баптистов, христианская поэтесса, прозаик, публицист. Член редакционной коллегии газеты «Наши дни», почётный член редакционного совета издательства «Титул», автор и ведущий «Трансмирового радио», директор протестантской миссии «Вефиль».
Получила широкую известность в Советском Союзе ещё до падения «железного занавеса». «Стихи Веры Сергеевны Кушнир знают все верующие евангельского исповедания за границей и в СССР», — писал издаваемый миссией «Свет на Востоке» альманах «Вера и жизнь» в 1983 году. «Наиболее талантливая поэтесса в среде русскоязычных евангельских верующих», — так охарактеризовал Веру Кушнир президент «Духовной дипломатии» Михаил Моргулис. «С ней было легко, она была очень трудолюбива. Я очень рад этим годам нашего сотрудничества...» — вспоминает Андрей Бондаренко, директор миссии "Свет на Востоке" в США.

## Биография
Родилась 24 сентября 1926 года в городе Сталино. Отец — Сергей Сергеевич Абрамович (Абрамов), мать — Евгения Львовна Розенберг. Дед — пастор и миссионер, доктор богословия Леон Лазаревич Розенберг, основатель протестантской миссии «Вефиль».
Родившийся в Екатеринославе Сергей Абрамов происходил из дворянской семьи Абрамовичей (герб «ястребец»). Со своей будущей женой, из крещёной еврейской семьи, познакомился на юридическом факультете Одесского университета, где Евгения Розенберг училась на историко-филологическом факультете. К тому моменту она уже была христианкой, состояла в кружке христианской молодежи при университете. Организатором кружка был писатель и проповедник профессор Владимир Марцинковский.
Спасаясь от активных военных действий Второй мировой войны, 3 сентября 1943 года семья покинула родной дом и вместе с толпой беженцев двинулась на Запад, где ей пришлось тяжело работать, чтобы выжить. 16 июля 1946 года вышла замуж за Евстахия Николаевича Кушнира. 
Религиозное обращение пережила в Германии после потери во время беременности первого ребёнка. Спустя некоторое время умер от прививки второй ребёнок, дочь.
В апреле 1949 года вместе с мужем переехала в Соединённые Штаты, в дальнейшем проживала в Санта-Барбаре, Калифорния. Вместе с мужем воспитали четырёх детей. Скончалась 14 января 2011 года на 85-м году жизни.

## Деятельность
С 1959 года участник евангельского русскоязычного радиовещании. Подготовила и провела несколько сотен радиопередач, включая наиболее известные серии радиопередач «Христианка» и «Детская передача». Сотрудничество с одной из старейших христианских радиостанций «Трансмировое радио» позволяло транслировать передачи на территорию бывшего СССР через радиотрансляторы других стран (в частности Монте-Карло, Шри-Ланку, Свазиленд и Гуам).
В течение пяти лет совмещала работу в студии «Кодак» с радиовещанием для миссии «Россия для Христа» ещё в Лос-Анджелесе, и «Reach International» после переезда в Санта-Барбару в 1969 году. В сотрудничестве с Библейским институтом Муди, перевела несколько десятков научных евангелизационных фильмов. Также была консультантом перевода фильма «Иисус», который на данный момент является самым широко переведённым фильмом за всю историю (более 1600 языков мира).
С 1980 года работала в директорате основанной её дедом Леоном Розенбергом миссии «Вефиль», после 1994 года некоторое время была директором миссии. Долгое время работала с Николаем Водневским, являясь членом редакционной коллегии газеты «Наши дни», издаваемой Тихоокеанским объединением славянских церквей евангельских христиан-баптистов (Сакраменто, Калифорния). Также принимала активное участие в служении миссии Свет на Востоке, в том числе публикациями в периодических изданиях миссии.
Самые популярные сборники Веры Сергеевны были изданы многотысячными тиражами, например: «Рассказы тёти Тани» (Свет на Востоке, 1993) — 70,000 экз., «Погасшая свеча» (Свет на Востоке, 2012) — 10,000 экз.. Биографическая повесть «Жизнь лишь одна: Биография Леона Розенберга» ISBN 978-3934583344, которая за пределами русскоговорящего мира более известна как «Only One Life: Biography of Leon Rosenberg» ISBN 978-1885024046, часто используется зарубежными авторами («Not Ashamed: The Story of Jews for Jesus» by Ruth Tucker, ISBN 978-1576737002; «Witnessing to Jews: Practical Ways to Relate the Love of Jesus» by Ceil Rosen and Moishe Rosen, ISBN 978-1881022350) в качестве источника к произведениями, связанными с еврейской историей и культурой.
Последний сборник произведений Веры Кушнир под названием «Погасшая свеча» вышел в свет уже после смерти автора. Согласно предисловию главного редактора Вальдемара Цорна, Вера Сергеевна принимала активное участие в его создании.